# A rischio
A rischio (titolo orig. At Risk) è un romanzo poliziesco della scrittrice statunitense Patricia Cornwell pubblicato nel 2006. Si tratta del primo libro di una dilogia con protagonista il fascinoso detective mulatto Winston (Win) Garano della polizia di Boston. Coprotagonista il Sostituto Procuratore Monique Lamont, capo di Win Garano.

## Trama
Win Garano viene incaricato dal Sostituto Procuratore Monique Lamont di chiarire un vecchio caso insoluto di omicidio. La bella Monique cerca in realtà notorietà mediatica e sia che Win fallisca sia che Win risolva il caso l'obiettivo sarà raggiunto.
Sono passati 20 anni dall'omicidio di un’anziana in un paesino del Tennessee ed altri eventi funesti, forse connessi, sono accaduti in quel periodo nella zona.
Tra Win e Monique, che viene stuprata e salvata da morte certa proprio da Win, inizia a crescere una tensione sessuale che evidenzierà più le loro meschinità umane che le loro indiscusse capacità professionali.

## Opere derivate
Il libro è stato trasposto in un omonimo film per la televisione.

## Edizioni italiane
- A rischio, traduzione di Annamaria Biavasco, Collezione Omnibus, Milano, Mondadori, 2006, ISBN 978-88-045-6174-3. - Collana I MITI, Mondadori, 2007, ISBN 978-88-045-7202-2; Collana Oscar Bestsellers n.1825, Mondadori, 2008, ISBN 978-88-045-7829-1; Collana I MITI, Mondadori, 2021, ISBN 978-88-047-3676-9; Il Giallo Mondadori n.3247, gennaio 2025.